# Lycée Simone-Veil (Liffré)
Le lycée Simone-Veil est un établissement d'enseignement secondaire et technologique public français situé à Liffré, en Ille-et-Vilaine (Bretagne). Ouvert en septembre 2020, il porte le nom de Simone Veil, figure politique française et européenne emblématique. Conçu dans une démarche de développement durable, il accueille les élèves pour la préparation du baccalauréat général et technologique.

## Histoire
La construction du lycée Simone-Veil a débuté en 2018 pour répondre aux besoins croissants de scolarisation du secteur. Le projet, financé par la Région Bretagne à hauteur d'environ 47 millions d'euros, a été conçu par le cabinet d'architectes Chomette-Lupi en association avec l'Atelier Loyer architectes.
L'établissement a ouvert ses portes en septembre 2020, avec une livraison complète des installations en janvier 2021. Il a été pensé comme un lieu d'étude et de vie, offrant des conditions favorables aux élèves et à la communauté éducative, avec une capacité d'accueil prévue à terme de 1 200 à 1 500 élèves. Sa superficie est de 14 055 m².
Le choix du nom de Simone Veil souligne l'attachement aux valeurs humanistes et républicaines.

## Architecture et environnement
Le lycée Simone-Veil se distingue par son architecture moderne et son engagement en faveur du développement durable. Les bâtiments ont été conçus selon les principes d'éco-construction, privilégiant :
- l'utilisation de matériaux biosourcés, notamment une ossature bois ;
- une isolation performante et une optimisation de la lumière naturelle ;
- une ventilation naturelle dans les salles d'enseignement ;
- une toiture terrasse végétalisée ;
- la conservation des espaces boisés existants sur le site.

Un bâtiment distinctif, surnommé le « galet » en raison de sa forme, se situe à l'entrée principale et sert de salle polyvalente.

## Formations
Le lycée propose un enseignement général et technologique, préparant aux baccalauréats correspondants.

### Seconde générale et technologique
La classe de seconde offre un tronc commun et permet aux élèves de choisir des enseignements optionnels :
- langues et cultures de l'Antiquité (LCA) : latin, grec
- langue vivante C : japonais
- management et gestion
- sciences de l'ingénieur
- section européenne Anglais (avec discipline non linguistique histoire-géographie ou sciences de la Vie et de la Terre)

### Cycle terminal

#### Voie générale
Les élèves préparant le baccalauréat général choisissent trois enseignements de spécialité en première, puis en conservent deux en Terminale. Le lycée Simone-Veil propose neuf spécialités :
- histoire-géographie, géopolitique et sciences politiques ;
- humanités, littérature et philosophie ;
- langues, littératures et cultures étrangères et régionales (anglais ou anglais Monde contemporain) ;
- mathématiques ;
- numérique et sciences informatiques (NSI) ;
- physique-chimie ;
- sciences de la vie et de la Terre (SVT) ;
- sciences de l'ingénieur (SI) ;
- sciences économiques et sociales (SES).

Des options complémentaires peuvent être choisies en Terminale, telles que Mathématiques expertes ou Droits et grands enjeux du monde contemporain.

#### Voie technologique
Le lycée propose la série Sciences et technologies du management et de la gestion (STMG). En classe de terminale, les élèves choisissent un enseignement spécifique parmi :
- gestion et finance ;
- mercatique (marketing) ;
- ressources humaines et communication.

### Sections particulières
- Section européenne anglais : proposée dès la seconde, elle permet un enseignement renforcé en anglais et l'enseignement d'une partie du programme d'histoire-géographie ou de SVT en anglais[7].
- Section sportive scolaire triathlon.

### Langues vivantes
- Anglais.
- Allemand.
- Espagnol.
- Japonais (en LV3 ou option).
- Italien.

## Infrastructures et vie lycéenne

### Infrastructures
Outre ses salles de classe et laboratoires spécialisés, le lycée dispose :
- D'un centre de documentation et d'information (CDI).
- D'un restaurant scolaire d'une capacité d'environ 700 places, proposant un service de restauration en continu les midis[4].

Les installations sportives utilisées sont celles de la commune de Liffré, notamment un stade d'athlétisme, une piscine municipale ou encore une salle d'escalade.

### Vie scolaire
L'équipe de vie scolaire est composée de conseillers principaux d'éducation (CPE) et d'assistants d'éducation. Le lycée est ouvert à partir de 8h10, les cours se déroulant de 8h30 à 18h00, et le mercredi de 8h30 à 12h30. Des instances lycéennes telles que le Conseil de la vie lycéenne (CVL) et la Maison des lycéens (MDL) participent à l'animation de la vie de l'établissement.

## Accès
Le lycée est situé au 1, avenue de l'Europe à Liffré. Il est desservi par les transports scolaires et les réseaux de transport en commun locaux.